# Village ibérique de Peña del Moro
Le village ibérique de Peña del Moro est un site archéologique de l'Âge du fer situé à Sant Just Desvern (comarque de Baix Llobregat), dans la province de Barcelone, en Catalogne, en Espagne,. Il a été habité par la tribu ibère des Laietans entre les VIe et IIIe siècles av. J.-C.

## Situation

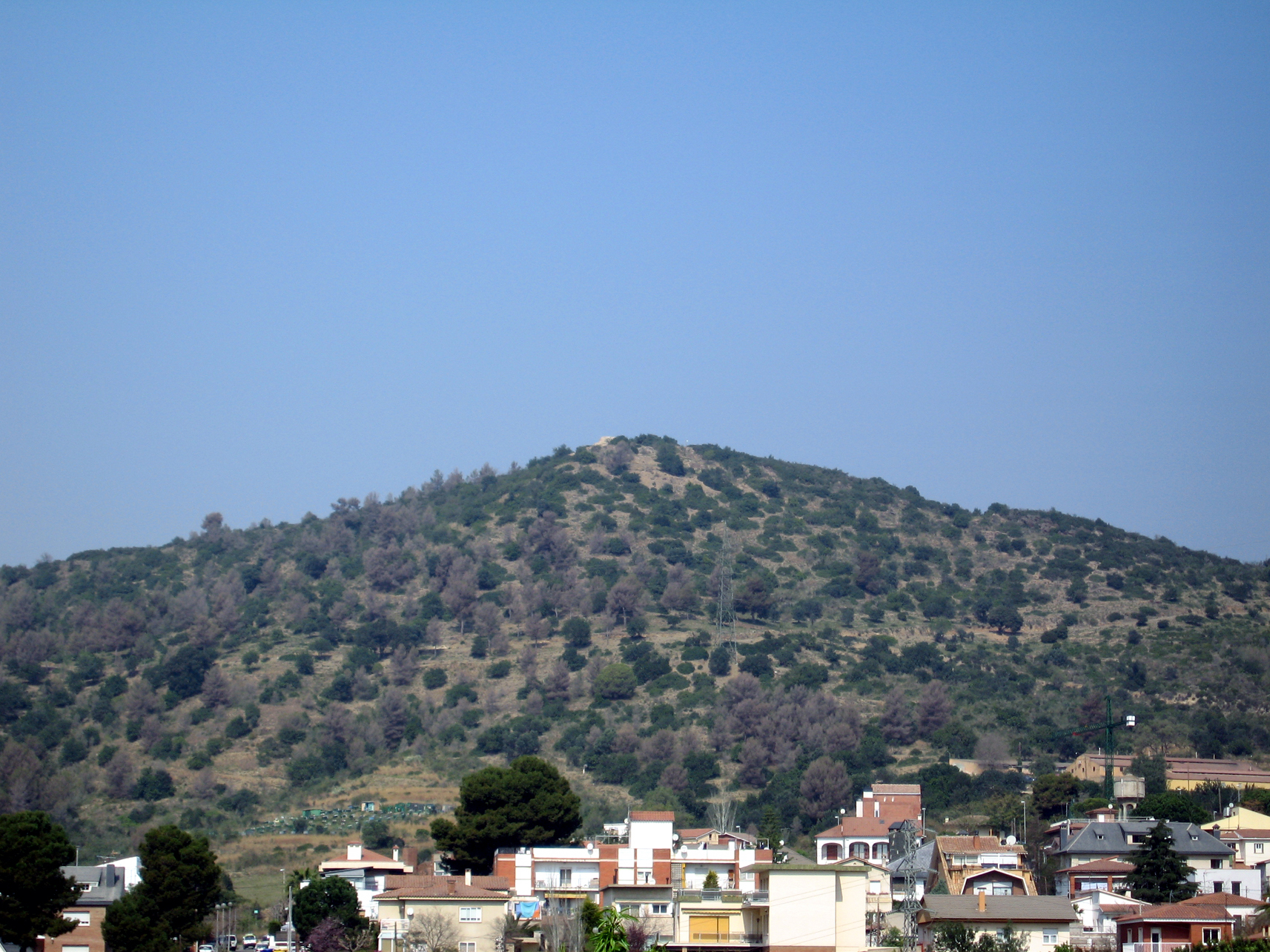
La colline Peña del Moro

Peña del Moro est une colline de 277 m d'altitude située dans le massif de la Collserola, près de Barcelone. Le village, édifié par la tribu ibère des Laietans entre les VIe et Ve siècles av. J.-C., est l'un des plus anciens du massif.

## Description
Les maisons du village forment deux rangées le long d'une allée coudée, sur des terrasses artificielles qui suivent la pente naturelle du terrain, sur le versant sud de la colline. Elles ont une forme rectangulaire avec une seule pièce et avaient probablement deux étages. Les murs sont en pierre et les trottoirs sont en terre cuite. Les pièces avaient une cheminée au centre.
Il y avait au point le plus élevé de la colline une ancienne tour de guet, à laquelle a succédé au Moyen-Âge la tour du Castillo de la Peña del Moro (es).

## Vestiges archéologiques
Les fouilles archéologiques ont commencé en 1972 et se sont poursuivies jusqu'en 2002. Durant cette période, des restes d'amphores, de céramiques attiques, corinthiennes, ioniennes, phéniciennes et masaliotes ont été découverts, ainsi que des morceaux d'un collier d'origine punique. On a également trouvé des traces d'un rite fondateur consistant à placer la tête et les pattes d'une chèvre sous le trottoir des maisons.
L'objet le plus important trouvé sur le site est une plaquette en plomb du IVe siècle av. J.-C. portant une inscription en écriture ibérique sur chaque face. Elle est conservée au Musée d'archéologie de Catalogne, à Barcelone. Le texte, réalisé avec un poinçon très fin, comprend 34 signes écrits de gauche à droite, sans séparation des mots.

« Recto : tinbasteeroke bartastoliltursu. Verso : Tortonbalarbiteroka »

Bien que l'alphabet ibérique puisse être lu phonétiquement, la signification du texte reste inconnue puisque la langue ibérique n'a pas encore été traduite. On tend toutefois aujourd'hui à la rapprocher du basque. Il est probable qu’il s’agisse d’une inscription commerciale, ce qui mettrait en évidence des relations commerciales avec d'autres établissements. Un artéfact similaire a été trouvé dans le village ibérique d'Ullastret mais, dans la zone située entre le Baix Empordà catalan et la Plana Baixa valencienne, la plaquette de Peña del Moro est unique.

## Galerie

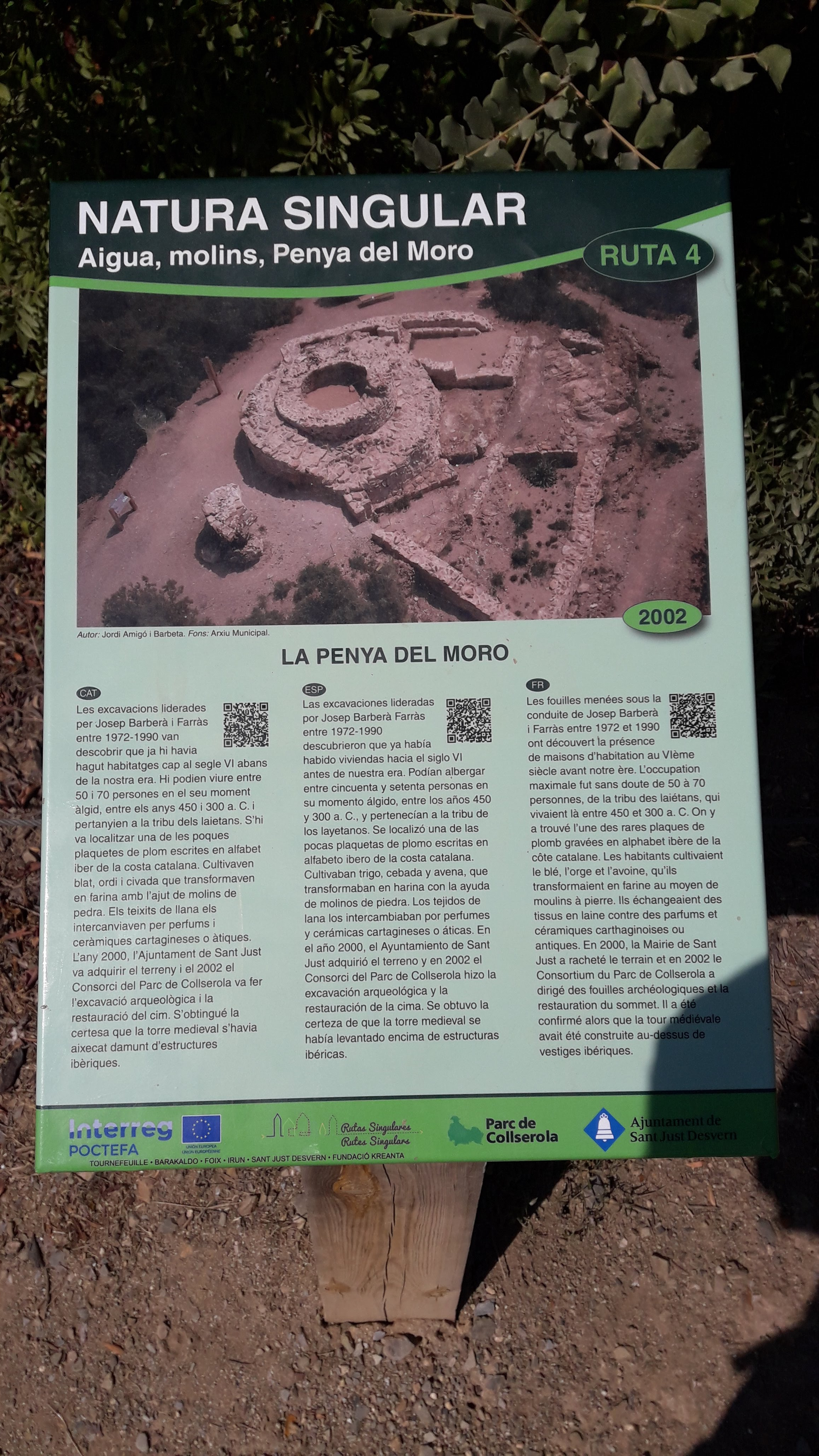
Panneau explicatif
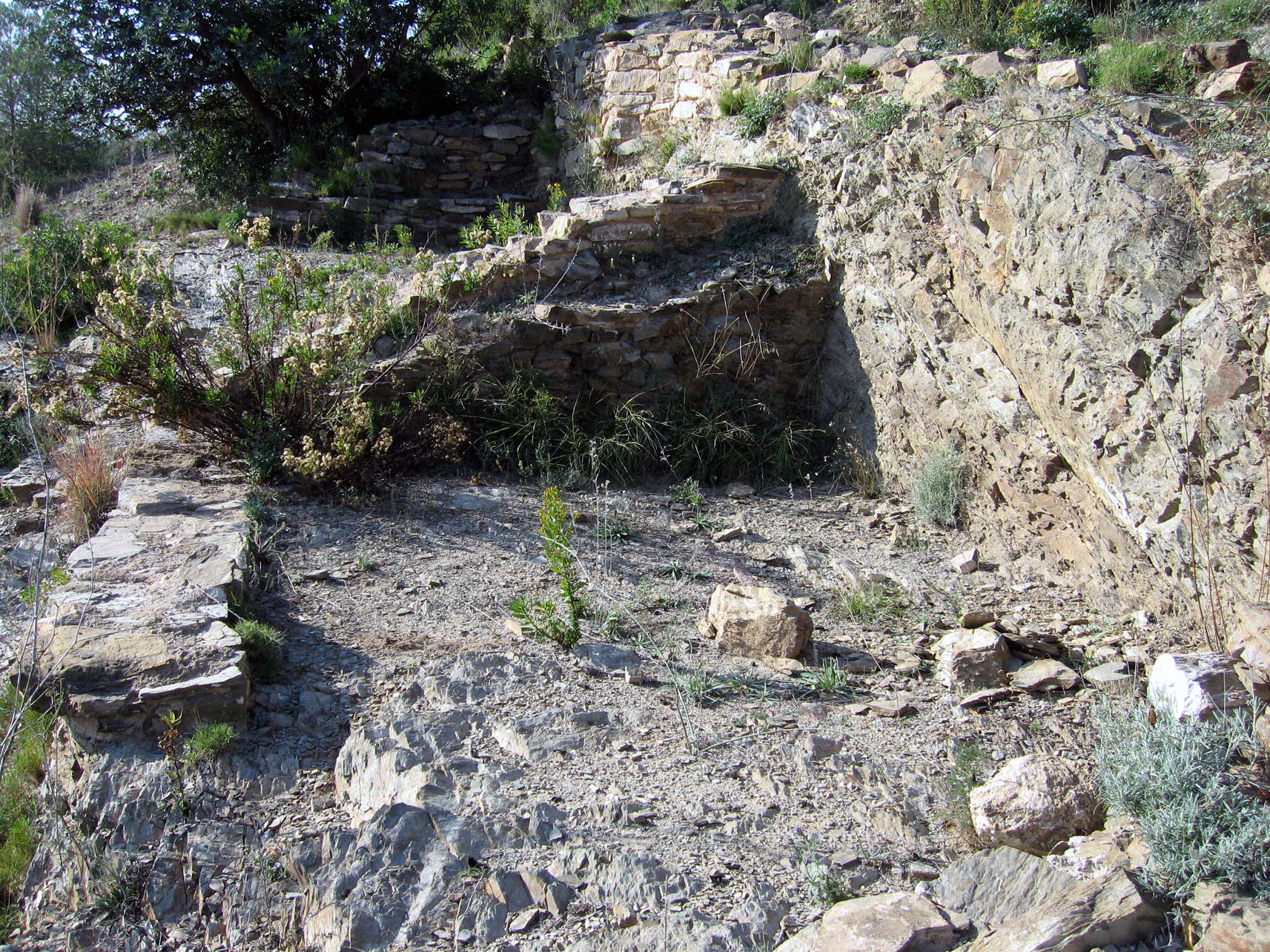
Vestiges d'une muraille
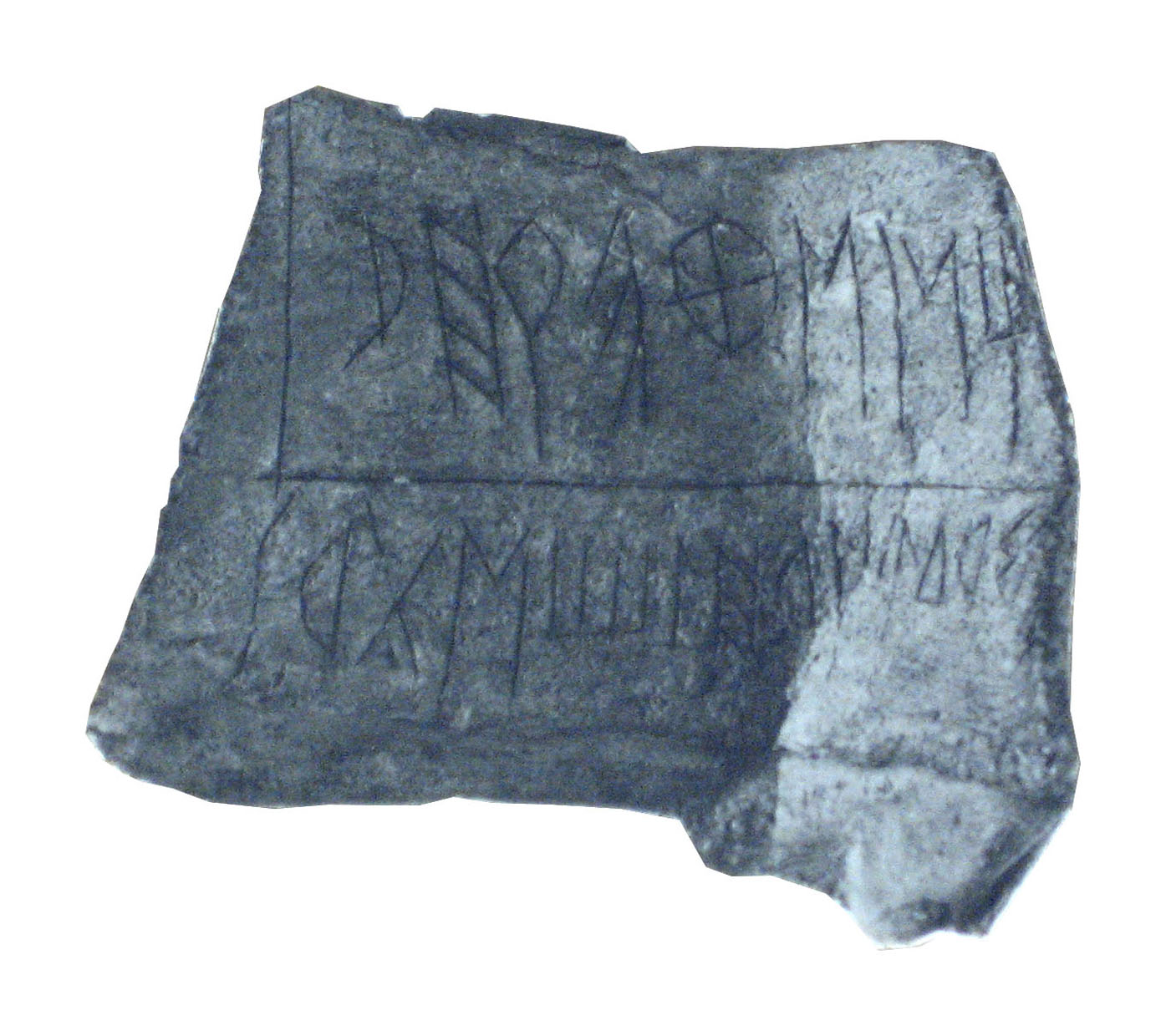
Plaque de plomb trouvée à Peña del Moro
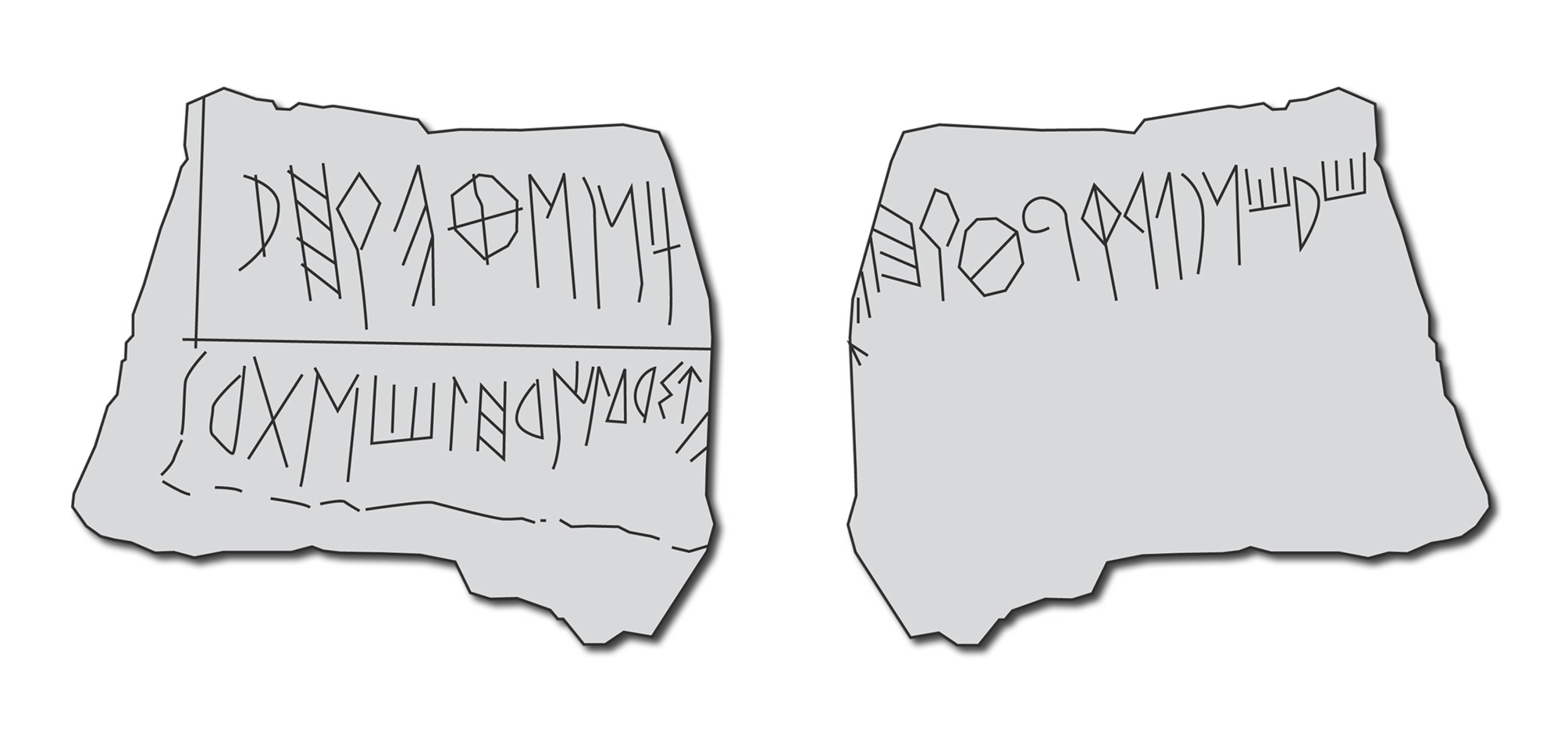
Inscriptions ibériques : recto et verso